# Huevos fu yung
Los huevos fu yung son un tipo de tortilla francesa presente en la gastronomía chino-estadounidense. El nombre procede del cantonés, y puede estar relacionado con la flor fu yong, Hibiscus mutabilis. Los huevos fu yung proceden de las rodajas de huevo fu yung, una auténtica receta china de Shanghái.

## Preparación
Este plato se prepara con huevos batidos y trozos de jamón picados. Con estos ingredientes, los creativos cocineros de los Estados Unidos inventaron tan pronto como en los años 1930 un panqueque relleno de huevo, verdura y carne o pescado.
El plato suele tener aspecto de una tortilla bien doblada con los demás ingredientes dentro de la mezcla de huevo, cubiertos con o acompañado de una salsa o gravy. Se prepara con frecuencia para llevar, envasado en un oyster pail.
Puede hacerse con diversas verduras, como brotes de judías, apio o castaña de agua. Cuando se usa carne como ingrediente, se elige cerdo, gamba, pollo, ternera o langosta.

## Variantes regionales
Muchos restaurantes chino-estadounidenses de San Luis (Misuri) sirven el llamado sándwich St. Paul, en el que se sirve una ración de huevos fu yung con mahonesa, pepinillo y a veces lechuga y tomate entre dos rebanadas de pan blanco.
En la región Norte de México y Frontera con California USA, se sirve el Fu Yung en los restaurantes chinos elaborado con frijol de soya (Soja) frijol chino y huevo. Con variantes de camarón, pollo y res.
En los hogares de Baja California es muy común elaborar el Fu Yung con las sobras del Chop Suey de cualquier tipo que haya sido disfrutado en algún restaurante con anterioridad.
De cualquier manera, siempre encontrará en los Menús de los restaurantes de comida  china de Baja California las diferentes variaciones de Fu Yung.￼

## Platos similares
- El trứng hấp vietnamita es parecido a los huevos fu yung.
- El kani-tama (かに玉 o 蟹玉) japonés es similar, usando carne de cangrejo en lugar de jamón u otras carnes.
- El telur bungkus (‘paquete de huevo’) malayo es parecido, aludiendo el nombre al huevo que envuelve pollo o ternera, cebolla, champiñón y otras verduras y gravy.
- Denver omelette.